# عرض باسويد (دوعن)
'

تعديل مصدري - تعديل

عرض باسويد هي إحدى قرى عزلة صيف بمديرية دوعن التابعة لمحافظة حضرموت، بلغ تعداد سكانها 80 نسمة حسب تعداد اليمن لعام 2004.